# Державний бюджет
Державний бюджет — це система грошових відносин, яка виникає між державою, з одного боку, і підприємствами, фірмами, організаціями та населенням, з іншого, з метою формування та використання централізованого фонду грошових ресурсів для задоволення суспільних потреб. Іншими словами, це — щорічний баланс надходжень та видатків, який розробляють державні органи для активного впливу на економічний процес та підвищення його ефективності.
У кожній країні основу державних фінансів становить бюджет, а точніше — бюджетна система, яка включає державний бюджет і бюджет відповідних адміністративних одиниць.

## Структура
Структура бюджетної системи значною мірою залежить від державного устрою країни. Так, держава з федеральним устроєм має федеральний (державний) бюджет і бюджети складових частин федерації (штатів, земель, кантонів, республік), а також бюджети місцеві (районів, міст, сіл, — залежно від адміністративного поділу). Наприклад, у США центральне місце належить бюджетам штатів, а загальнодержавні функції (оборона, зовнішні зв'язки, загальне управління) задовольняються за рахунок федерального бюджету. У державах без федерального поділу є лише державний і місцевий бюджети. В Україні за структурою бюджетна система складається з державного бюджету та бюджету адміністративно-територіальних одиниць, місцевих бюджетів: обласних, районних, міських, селищних та сільських. Всі вони мають дві частини: доходи й видатки.